# Tour des Lamberti
La Tour des Lamberti, Torre dei Lamberti en italien, est une tour médiévale faisant partie du palazzo della Ragione (ou palazzo del Comune) située sur la Piazza delle Erbe dans le centre historique de Vérone, dans le nord-est de l’Italie. À l’exception des deux tours de Telecom Italia, la Tour des Lamberti est aujourd’hui la plus haute de Vérone et l’un des monuments les plus visités de la ville.

## Origines
La tour fut construite en 1172 sur les ordres de la puissante famille des Lamberti. Elle mesurait alors 37 mètres de haut. Il n’y a jusqu’à aujourd’hui aucune information avérée sur le motif de cette construction et il est également très difficile de trouver des informations sur cette famille qui aurait été bannie de la ville par la suite.

## Histoire
En 1295, deux cloches furent ajoutées à l’édifice : la première, appelée Rengo, était utilisée pour convoquer le conseil municipal et pour l’appel aux armes en cas d’attaque ; la seconde, appelée Marangona, signalait les heures de travail et les incendies. En 1403, le sommet de la tour fut touché par la foudre qui le fit s’écrouler. C’est quarante-cinq ans plus tard, en 1448, que les travaux de reconstruction débutèrent. La tour fut alors restaurée et élevée en y ajoutant notamment un clocher octogonal fait en brique et en marbre blanc. La reconstruction s’acheva en 1463/1464  : la tour est alors passée de 37 à 84 mètres de haut. En 1798, le comte Giovanni Sagramoso fit placer, à ses frais, une horloge pour remplacer celle qui se trouvait sur une autre tour et qui ne fonctionnait plus,.
La tour fut ouverte au public dès 1972 et sa gestion fut reprise par l’Agec pour le compte de la ville de Vérone en 2007.

## Description

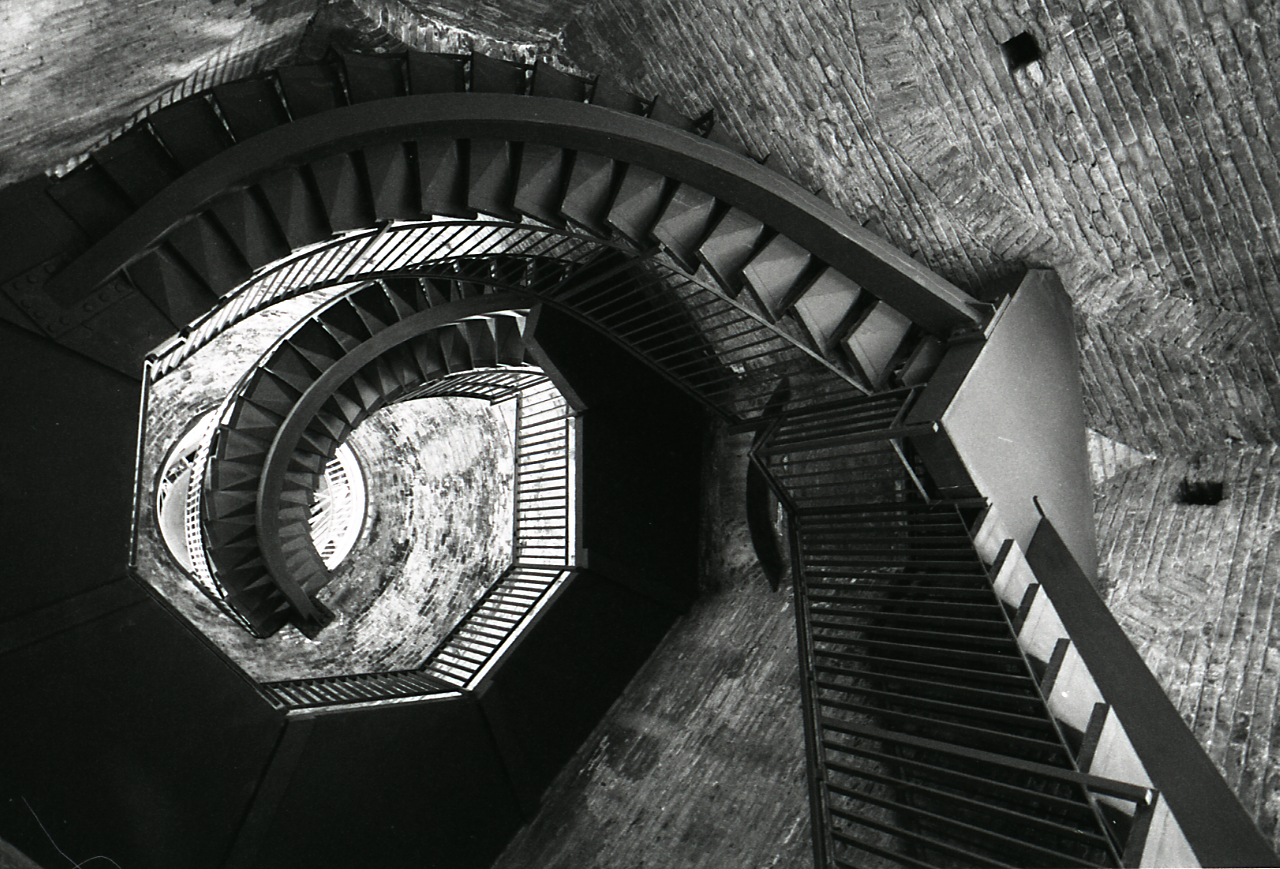
L'escalier en colimaçon dans la tour. Photo par Paolo Monti, 1972.

Située au cœur de Vérone et à quelques pas d’autres monuments et sites touristiques, la tour des Lamberti offre une vue imprenable à 360° sur la ville et ses alentours. À la suite des travaux de restauration qui ont été effectués, il est facile de distinguer la construction originale de son élévation plus récente : la partie inférieure d’origine mesurant 37 mètres a été construite en brique et en tuf alors que la partie supérieure a été construite uniquement en brique. La tour compte désormais 368 marches qui permettent d’atteindre le sommet et sa vue panoramique. Elle a également été dotée d’un ascenseur pour faciliter la visite.

## Tourisme
Située dans le centre historique de la ville, à deux pas de la Maison de Juliette, où se tient le balcon de Roméo et Juliette, et des Arènes de Vérone, la tour des Lamberti est ouverte aux touristes tout au long de l’année. La galerie d’art moderne Achille Forti se trouve à son pied. Il est possible de louer la tour pour des événements privés.